# 史貽謨
史貽謨（1711年—1772年），字賡載，一字又襄，號怵堂、酉山，江南江寧府溧陽縣人，清朝政治人物。

## 生平
生於康熙五十年（1711年）九月十三日。雍正十三年（1735年）乙卯科江南鄉試舉人，乾隆十年（1745年）乙丑科二甲第十名進士。選翰林院庶吉士，散館授編修，十五年（1750年）任江西鄉試副考官，十七年（1752年）任會試同考官，十八年（1753年）任貴州鄉試正考官，二十年（1755年）充日講起居注官，改司經局洗馬、翰林院修撰，誥授中憲大夫，二十一年（1756年）任順天鄉試同考官、四川學政，二十五年（1760年）任河南鄉試正考官，二十七年（1762年）充日講起居注官，同年任順天武鄉試正考官，三十五年（1770年）任陝西鄉試正考官，三十七年（1772年）十一月二十四日卒，享年六十二歲。

## 家族
祖父史鶴齡有四子：史夔（進士）、史普（進士）、史隨（進士）、史燾。父史夔子史貽直、史貽謨均為進士。史貽直子史奕簪亦為進士。一門七進士。
夫人丹徒李氏（封恭人）。有二子：史傅霖、史延賞。